# تروي اولسن
تروي اولسن (بالإنجليزية: Troy Olsen)‏ هو مغن مؤلف أمريكي، ولد في 12 يوليو 1973.